# Verč
Verč je priimek več znanih Slovencev:
- Evgen Verč (1916 - 1992), elektrotehnik
- Gleb Verč, literarni zgod.?/? iz Trsta
- Ivan Verč (*1950), literarni zgodovinar, rusist, univ. profesor (Trst), dopisni član SAZU
- Jurij Verč, filozof, komparativist?, publicist
- Marčel Verč, zdravnik, ki sodeloval v NOB
- Marjan Verč, fotograf (IJS)
- Peter Verč, novinar v zamejstvu
- Sergej Verč (1948 - 2015), pisatelj, dramatik in režiser
- Valentina Verč, likovna umetnica